# Arme de poing
 (avril 2022).

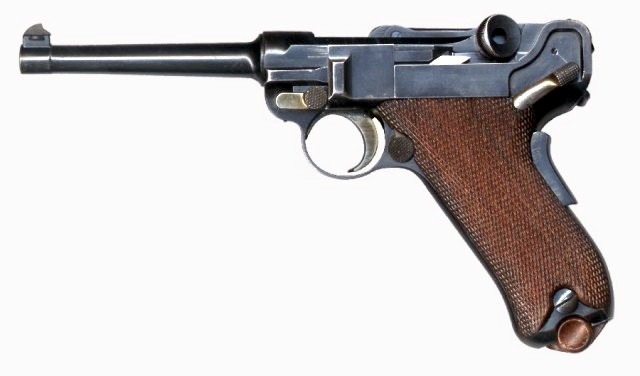
Le pistolet Luger Parabellum introduisit les munitions de 9 mm Parabellum, largement utilisées dans le monde.

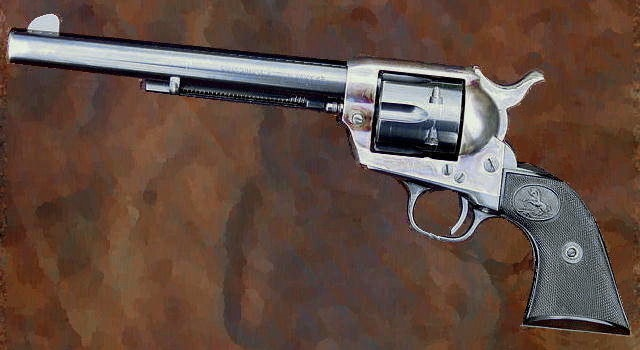
Le revolver Colt Single Action Army est l'arme de choix des cow-boys dans les westerns.

Une arme de poing est une arme à feu à canon court, le plus souvent utilisable à une main, c'est-à-dire un revolver ou un pistolet.
Une arme de poing présentant un encombrement et une masse réduits, pourra être portée en permanence sans trop de gêne, mais la plupart des munitions sont généralement peu puissantes et toutes ces armes restent peu précises, comparativement aux armes d'épaules.
En France, la législation classe la plupart des armes de poing en Catégorie B, nécessitant à ce titre une autorisation préfectorale et une licence de tir sportif, bien que les pistolets et révolvers à poudre noire soient classés en catégorie D (vente libre aux personnes majeures).
Une bonne maîtrise du mode d'utilisation de la queue de détente est nécessaire pour éviter que l'axe de tir établi lors de la visée soit dévié. En effet, la main qui maintient l'arme pointée sur la cible est également celle qui déclenche le tir par une traction de l'index. Le tireur doit donc être en mesure de fournir l'effort nécessaire au déclenchement du tir (cette traction représente couramment entre 3 et 5 kg en double action), sans pour autant que cet effort ne dépointe son arme. Cette maîtrise est d'autant plus difficile à atteindre que l'importance et la proximité de la détonation à la bouche du canon, ainsi que le recul violent de certains calibres, ralentissent la cadence de tir et provoquent une appréhension du tireur.

## Fonctions
On distingue plusieurs rôles attribués à l'arme de poing :

### Arme de défense
L'arme de poing est portée ou possédée uniquement dans un but de défense, comme par un particulier qui serait confronté à une agression à son domicile (on parle alors de défense personnelle) ou alors par des policiers qui n'ont pas vocation à mener des combats mais doivent pouvoir faire face à des délinquants armés et dangereux.

### Arme de2edotation
Elle est portée par des personnes dotées d'une arme d'épaule principale (généralement des militaires) et sert dans les cas où cette dernière n'est pas disponible, par exemple si l'arme s'enraye ou est à court de munitions. Peu d'armées arment leurs soldats d'une arme de poing de 2e dotation pour des raisons de budget, mais des soldats peuvent en acheter individuellement ; c'est parfois le cas dans l'armée américaine. Les armes de 2e dotation sont plus fréquentes dans des unités de forces spéciales, surtout en milieu urbain.

### Arme de combat ou de1redotation
Elle est l'arme principale de ses utilisateurs. Ce cas est rare en raison des limitations de ce type d'arme. On peut citer comme exemple le Groupe d'intervention de la gendarmerie nationale qui est connu pour utiliser le révolver Manurhin MR 73. Toutefois, parmi les groupes de combat, il se trouve généralement un homme armé d'une arme d'épaule pour l'appui (pistolet-mitrailleur tels le HK MP5 ou fusil à pompe) en cas de besoin.

## Distance d'engagement
La distance d'engagement réaliste d'une arme de poing ne dépasse guère 10 à 15 m et la plupart des combats impliquant des policiers opposent des tireurs distants de moins de 3 m.
Sur cible, les tireurs expérimentés peuvent espérer tirer avec une certaine précision jusqu'à une cinquantaine de mètres. Une arme de chasse pourvue d'une lunette et mise en œuvre dans des conditions de stress réduites par un opérateur bien entraîné, allongé et prenant le temps de viser, restera précise à 100 m pour les calibres modérément puissants et jusqu'à 200 m pour les calibres très puissants. Au-delà, les limites du mode de pointage de l'arme ainsi que la faible énergie des munitions d'armes de poing communes dégradent trop la trajectoire.

## Différence entre pistolet et revolver

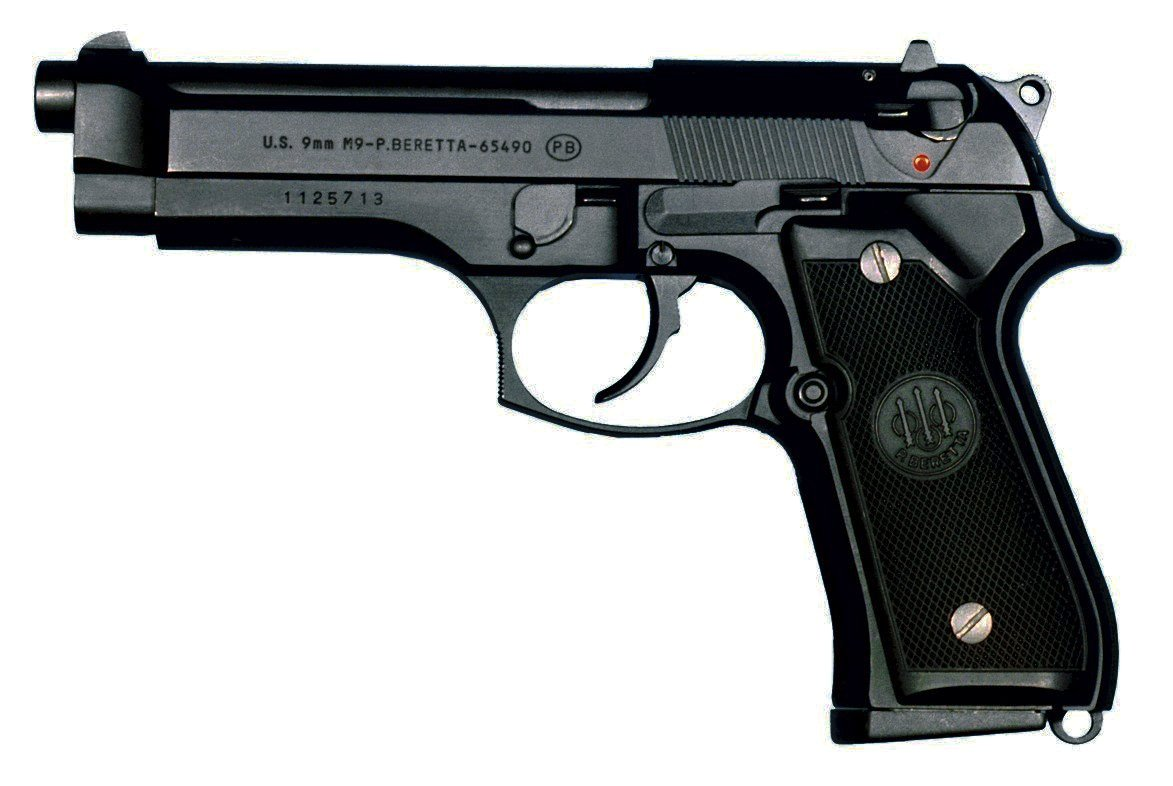
Pistolet Beretta M9 9mm Parabellum.

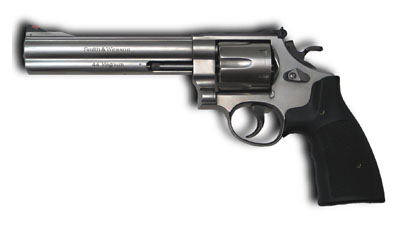
Revolver Smith & Wesson 629 .44 Magnum.

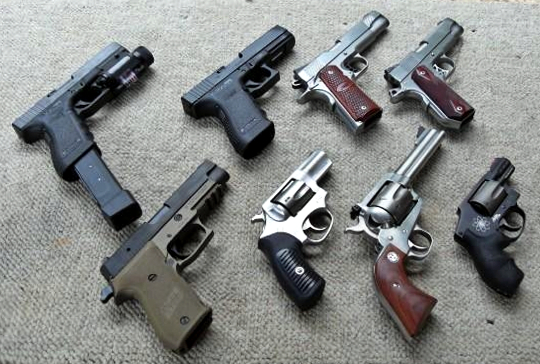
Dans le sens des aiguilles d'une montre, en démarrant en haut à gauche :
• Glock 22
• Glock 21
• Kimber Stainless Raptor II
• Dan Wesson Commander Classic Bobtail
• Smith & Wesson .357 Magnum
• Ruger Blackhawk .357
• Ruger SP 101
• Sig-Sauer P220 Combat.

Couramment confondus dans les œuvres de fiction, le revolver et le pistolet désignent des armes de poing distinctes :
- le pistolet dispose d'une chambre intégrée au canon ou en permanence alignée avec lui (cas particulier du pistolet le Français).
- le revolver, quant à lui, dispose d'un cylindre tournant (« revolving »), appelé barillet et contenant des chambres pour des charges ou cartouches individuelles.

Première arme de poing permettant le rechargement automatique, le revolver présente quelques avantages et beaucoup d'inconvénients par rapport au pistolet semi-automatique : d'une capacité moindre, plus large, plus lent à recharger, un tir rendu plus lent par double action toujours nécessaire dès le deuxième coup, perte d'une partie de la puissance de la charge (l'espace entre le barillet et le canon laisse échapper des gaz). La fiabilité moindre des premiers pistolets n'est plus aujourd'hui un critère pertinent.
Toutefois la simplicité du revolver réduit son coût ainsi que les difficultés présentées par son emploi et son entretien. Lorsqu'il est chargé, mais non armé, aucun ressort ne fatigue. Il constitue ainsi une bonne solution pour le personnel de police dont la pratique des armes à feu est réduite au strict minimum. En cas de cartouche défectueuse une simple pression supplémentaire sur la détente permet de percuter la suivante alors qu'un pistolet rend alors nécessaire une manœuvre de sa glissière destinée à l'éjecter. Enfin, le revolver peut être mis en œuvre d'une seule main.
Son fonctionnement est insensible à la puissance de la munition tirée ou au type de projectile, ce qui n'est pas le cas du pistolet qu'une munition trop faible ou de mauvaise qualité enrayera souvent. Dans le cas du tir de munitions de forte puissance, il permet des armes robustes et comparativement plus légères qu'un pistolet dont la mécanique complexe s'accommode mal d'un recul élevé.
Par ailleurs il tire toute cartouche au calibre dont la longueur n'interdit pas de la chambrer et dont la pression développée n'est jamais supérieure à celle de la munition à laquelle il est destiné (un revolver de calibre .357, par exemple, tire certaines .38. Avec certains étuis relativement courts et types de balles, la prise de rayures après un parcours trop long dans la chambre peut toutefois, en ce cas, induire une usure prématurée du canon.
Ces avantages pèsent assez peu face à ceux plus déterminants du pistolet et ceux-ci s'imposent y compris dans la police avec des platines double action stricte qui permettent un niveau élevé de sécurité tout en conservant un maniement simple.